# Ryūichi Hirashige
Ryūichi Hirashige (jap. 平繁 龍一, Hirashige Ryūichi; * 15. Juni 1988 in der Präfektur Hiroshima) ist ein ehemaliger japanischer Fußballspieler.

## Karriere

### Verein
Hirashige erlernte das Fußballspielen in der Jugendmannschaft von Sanfrecce Hiroshima. Seinen ersten Vertrag unterschrieb er 2007 bei Sanfrecce Hiroshima. Der Verein spielte in der höchsten Liga des Landes, der J1 League. Am Ende der Saison 2007 stieg der Verein in die J2 League ab. 2008 wurde er mit dem Verein Meister der J2 League und stieg in die J1 League auf. 2010 wurde er an den Zweitligisten Tokushima Vortis ausgeliehen. 2011 wurde er an den Zweitligisten Tokyo Verdy ausgeliehen. 2012 kehrte er nach Sanfrecce Hiroshima zurück. Mit dem Verein wurde er 2012 japanischer Meister. 2013 wechselte er zum Zweitligisten Thespakusatsu Gunma. Danach spielte er bei Roasso Kumamoto und Kataller Toyama. 2018 kehrte er nach Thespakusatsu Gunma zurück. Ende 2018 beendete er seine Karriere als Fußballspieler.

### Nationalmannschaft
Mit der japanischen U20-Nationalmannschaft qualifizierte er sich für die Junioren-Fußballweltmeisterschaft 2007.

## Erfolge
Sanfrecce Hiroshima
- J1 League

Meister: 2012
- Kaiserpokal

Finalist: 2007
- Supercup: 2008